# Franciszek Ferdynand Lubomirski
Franciszek Ferdynand Lubomirski herbu Szreniawa bez Krzyża (zm. 29 stycznia 1774) – chorąży wielki koronny w latach 1773–1774, miecznik koronny w latach 1761–1773, starosta barski w latach 1759–1774, kazimierski w 1759 roku, biecki w latach 1756–1765, olsztyński w latach 1728–1774.
Był synem Jerzego Dominika i starszym bratem Antoniego Benedykta. W 1741 odznaczony Orderem Św. Huberta, a w 1762 Orderem Orła Białego. 
Poseł na sejm 1740 roku z województwa sandomierskiego. Poseł na sejm 1746 roku z województwa czernihowskiego. Poseł województwa kijowskiego na sejm konwokacyjny 1764 roku. Był elektorem Stanisława Augusta Poniatowskiego z województwa sandomierskiego w 1764 roku.
Finansował budowę kościoła i klasztoru dla dominikanów w Lubarze (1752–1765). Był właścicielem Nawojowej w 1753 roku w skład jego dóbr wchodziły aż 34 miejscowości Sądecczyzny. W 1763 Franciszek Ferdynand Lubomirski wydał dokument dotacyjny dla greckokatolickiej cerkwi w Kotani.